# Julien Castellini
Julien Castellini (* 3. Juli 1975 in Nizza, Frankreich) ist ein ehemaliger monegassischer Skirennläufer.

## Karriere
Castellini gab sein internationales Renndebüt bei den Olympischen Winterspielen 1994 in Lillehammer, wobei er allerdings bei seinem einzigen Start im Super-G ausschied. Danach startete er hauptsächlich bei FIS-Rennen in Südeuropa. Sein letztes internationales Rennen bestritt er am 12. April 1997 in Flaine, danach ist er nicht mehr als Rennläufer in Erscheinung getreten.

## Erfolge

### Olympische Winterspiel
- Lillehammer 1994: DNF Super-G

### Weitere Erfolge
- 3 Platzierungen unter den besten 30 bei FIS-Rennen